# Вулбранд фон Халермунд
Вулбранд фон Халермунд (на немски: Wulbrand von Hallermund; Wilbrand Bischof von Minden; * пр. 1370; † 23 декември 1436) е абат на Корвей (1398 – 1406) и епископ на Минден (1406 – 1436). Той е последният от род Халермунд.

## Биография
Той е вторият син на граф Ото II фон Халермунд († 1392) и съпругата му графиня Аделхайд фон дер Марк († сл. 1371), незаконна дъщеря на граф Адолф II фон Марк († 1348). Брат е на Ото III фон Халермунд († 1411), София фон Халермунд († сл. 1378) и на друга сестра, омъжена за Филип фон Шпигелберг.
На 12 октомври 1406 г. Вулбранд фон Халермунд е избран за епископ на Минден, след Ото IV фон Ритберг. Помазан е през 1407 г. и встъпва на служба през 1409 г. Като епископ той е замесен в множество конфликти и получава множество белези. През 1421 г. манастирът „Мария“ в Минден става дамски манастир.
Вулбранд е привърженик на Велфите. През 1411 г. той продава Халермундската собственост на Бернхард I (Брауншвайг-Люнебург). Това е причина за конфликта от 1420 г. между Велфите и роднините му графовете фон Шпигелберг. Вулбранд спечелва обратно за манастира Минден различни дворци и собствености от графовете на Липе, Текленбург и други. Той води също война за собственост срещу манастир Оснабрюк.
Вулбранд фон Халермунд умира на 23 декември 1436 г. Погребан е в катедралата на Минден. Една негова статуя се намира в музея. Новият епископ през 1436 г. става Албрехт фон Хоя.